# De Eenhoorn (Haarlem)
De Eenhoorn is een buurt in de Haarlemse wijk Europawijk in het stadsdeel Schalkwijk.
in de buurt staat de gelijknamige molen De Eenhoorn.
Er bestaat tevens in Europawijk een speeltuin met de naam Speeltuinvereniging en Ontmoetingscentrum De Eenhoorn, echter is deze vereniging te vinden in de Oostelijke Stedenbuurt.

## Beschrijving
De buurt De Eenhoorn beslaat het gebied ten zuiden van het Goede Herderpad en loopt tot aan de Europaweg in het zuiden. De oostgrens wordt bepaald door een sloot die het Engelandpark scheidt van de rest van Europawijk, en wordt in het westen begrensd door het Spaarne, waaraan ook de molen is gelegen. De buurt wordt doorsneden door de Zuid Schalkwijkerweg, hierlangs is de enige bebouwing uit deze buurt te vinden, afgezien van het tankstation langs de Europaweg richting Heemstede. De bebouwing langs deze weg maakt deel uit van de buurtschap Zuid-Schalkwijk, dat langs heel Schalkwijk aan deze weg ligt.

## De Put van Vink
In de jaren 70 van de 20e eeuw diende de Schouwbroekerplas in deze buurt als vuilstort en opslag van de gemeente. De plas is ontstaan tussen 1959 en 1962 door het winnen van zand voor de ophoging van het stadsdeel Schalkwijk. Hiervoor kocht de gemeente land van de gebroeders Vink waardoor het in de volksmond bekend kwam te staan als "de Put van Vink". Hierheen werden drie decennia lang grof vuil, bestratingsmateriaal, compost en vervuilde grond afgevoerd. Rond de sluiting van de Put van Vink was veel controverse. Zo werd de gemeente verweten dat er jarenlang verontreinigde grond en ander gevaarlijk afval gestort werd zonder toestemming van de provincie. Tevens waren aanvoer, opslag en afvoer gebrekkig geadministreerd, zodat de aard, herkomst en hoeveelheid van de aanwezige materialen onbekend waren. Het gebied is een nazorglocatie van Afvalzorg, het bedrijf dat monitort op vervuiling.